# Masacre de Capilla del Rosario
Se denomina Masacre de Capilla del Rosario al asesinato de catorce guerrilleros que se rindieron tras una operación fallida por parte del Ejército Revolucionario del Pueblo (ERP) en la provincia de Catamarca, Argentina, el 12 de agosto de 1974. Hugo Irurzún —alias Capitán Santiago— había comandado el frustrado ataque del ERP en Catamarca. Se utiliza la palabra masacre porque se denuncia que el Ejército Argentino fusiló a los 14 prisioneros del ERP que se rindieron luego del combate  de capilla del Rosario, al agotar sus municiones y salir con una bandera blanca. El ejército argentino negó las acusaciones.  
El hecho dio lugar a una causa penal en la que se juzgó a Carlos Eduardo Carrizo Salvadores, Mario Nakagama y Jorge Exequiel Acosta — militares exintegrantes del Regimiento de Infantería Aerotransportado 17 del Ejército Argentino—. El  8 de octubre de 2013  fueron encontrados culpables, acusados de los cargos de homicidio calificado agravado por alevosía en 14 hechos  y condenados  a cadena perpetua . Los acusados cumplieron 5 años de prisión. El tribunal entendió que estos hechos configuraban delitos de lesa humanidad.  Sin embargo el 9 de junio del   2016 la Cámara Nacional de Casación negó que se hubieran probado los hechos, adujo nulidades en el proceso y excluyó que pudieran considerarse delitos de lesa humanidad y absolvió a los imputados.  Dicha absolución fue apelada ante la Corte Suprema, y el procurador fiscal ante la Corte Suprema de Justicia solicitó la anulación de las absoluciones. La Corte aún no se pronunció.
María Seoane señala que era la primera vez que el Ejército Argentino intervenía en la represión y salía de sus cuarteles sin ninguna orden del gobierno. Posteriormente el gobierno refrendó lo actuado por el comandante de la V Brigada, el general Luciano Benjamín Menéndez, responsable de las tropas que intervinieron. En 1983,la sentencia en primera instancia de la causa 6047/74 estableció que 13 combatientes del ERP fueron detenidos y torturados y otros 14 que se entregaron como prisioneros tuvieron un trato similar (Seoane,1991).

## Antecedentes del hecho
En 1974 el ERP planeó tomar la Fábrica Militar de Pólvora y Explosivos, próxima a la localidad cordobesa de Villa María, que sería conocido como el copamiento de la fábrica militar de Villa María y el Regimiento de Infantería Aerotransportado 17 en San Fernando del Valle de Catamarca. El objetivo de ambas operaciones era la toma de las unidades y obtención de armamento a fin de intentar provocar un levantamiento ´popular y tomar el poder. En mayo de 1974, durante el gobierno de Juan Domingo Perón,  el PRT lanza el experimento del destacamento de guerrilla rural en Tucumán. Se crea entonces la Compañía de Monte Ramón Rosa Jiménez del ERP el 24 de marzo de 1974.  El gobierno responde con el envío del comisario Villar quien con un contingente policial de 500 efectivos procede a buscar sin éxito al grupo guerrillero tucumano en el monte. Los combatientes del ERP evaden a su enemigo y luego de la retirada de los policías toman el pueblo de Acheral el 30 de mayo de 1974. Meses después, a los efectos de conseguir armas, los combatientes del ERP deciden salir del monte tucumano y realizar una incursión en Catamarca con el objeto de atacar el regimiento de infantería aerotransportada número 17. Al mismo tiempo otra unidad del ERP iba a copar la fábrica militar de explosivos de Villa María, en Córdoba.   

## Desplazamiento inicial
El  9 de agosto  de1974  elementos de la Compañía Ramón Rosa Jiménez del ERP partieron de Tucumán, en un ómnibus alquilado. Partieron vestidos de civil desde la Escuela Agrotécnica de la Universidad de Tucumán, como si fueran de excursión.   Se trataba de un Mercedes Benz 1114.  Eran 47 combatientes de la Compañía del Monte «Ramón Rosa Jiménez» del ERP, cuya edad oscilaba entre los 18 y 22 años, quienes habían bajado de los campamentos en los montes tucumanos.   Recorrieron 200 km en el ómnibus  y se detuvieron en Banda de Varela (9 km al norte de San Fernando del Valle de Catamarca) donde redujeron al chofer. En ese lugar hicieron contacto con las unidades locales, quienes llegaron con los uniformes militares y el armamento que sería utilizado en el operativo.  El ataque se había planificado para las 2 de la mañana del jueves 10 de agosto. En la noche siguiente establecieron su base operativa. Poco después de medianoche dos ciclistas, pobladores del lugar, que pasaron por el lugar observaron el micro y les pareció sospechoso, y dieron aviso a un oficial de la policía de Catamarca, quien inmediatamente dio parte a la División de Investigaciones.

## El tiroteo del colectivo
A las 00:30 del 11 de agosto,  luego del aviso de los ciclistas, llegaron al campamento cuatro patrulleros policiales con ocho efectivos, pertenecientes a la División de Investigaciones y la Comisaría 3.ª  La policía dijo: " Alto policía".  Irurzún como respuesta orden hacer fuego contra la policía. Allí se produjo un primer enfrentamiento armado, que finalizó cuando los guerrilleros disfrazados como soldados del Ejército Argentino lograron reducir al grupo policial, este combate dejó como saldo dos militantes muertos,el "Tupa Vicente", alias de Carlos González y  Aníbal Arroyo que quedó gravemente herido y dos policías heridos.  El colectivo quedó destruido debido a la balacera.  Una vez descubierta la presencia de la guerrilla en Catamarca, el mando del ERP ordenó la retirada.  Durante el tiroteo algunos guerrilleros escaparon por la parte trasera del colectivo y se dividieron en por lo menos dos grupos. El grueso del grupo principal logró replegarse y quedaron aislados, en distintos grupos, un total de 28 guerrilleros. Los guerrilleros se apropiaron de los móviles de la policía que usaron para retirarse. 

## La huida
El domingo 11 de agosto, tras una intensa búsqueda, fueron apresados nueve guerrilleros, incluyendo el que había resultado gravemente herido durante el primer enfrentamiento. Entre los prisioneros se encontraba "Yeyo", un cordobés que había hecho el servicio militar obligatorio en 1967 en una unidad paracaidista y que había tenido como instructor a Seineldín y a boinas verdes estadounidenses.  Otros combatientes  intentaron huir hacia hacia la provincia de Tucumán.
A las 7 de la mañana del 12 de agosto, un grupo de guerrilleros que huía llegaron a la ciudad y se encontraron con una emboscada de la policía. Luego de un tiroteo tres combatientes del ERP son capturados. Fueron llevados a la jefatura de policía donde fueron golpeados con extrema violencia. Llegaron más prisioneros hasta totalizar 9 detenidos. Ahí se enteraron de que un segundo grupo de ellos había quedado acorralado en Capilla del Rosario.   
El segundo grupo compuesto por 19 guerrilleros restantes acamparon en las cercanías de la quebrada de los Walther, a3 km de la iglesia de Capilla del Rosario, en el pueblito Piedra Blanca. En este grupo estaba Mario "Indio" Paz. Uno de los integrantes de este grupo  cayó en un pozo y perdió el conocimiento. Los 18 restantes continuaron la marcha.   Siguieron las luces de la ruta con la idea de llegar a un poblado. Caminaron toda la noche hasta que llegó el día y se escondieron en una quebrada.  Comenzaron a pasar aviones de observación . El grupo siguió la marcha evitando algunas casas que se encontraron en su camino para evitar ser detectados.    Dos miembros del grupo guerrillero , entre ellos Mario Paz, fueron enviados por el jefe de su grupo Antonio del Carmen Fernández a conseguir alimentos, vigilar los movimientos de las tropas enemigas y conseguir vehículos para el repliegue. Fueron notados por los pobladores  e ingresaron en una panadería para poder dar sus nombres antes de ser detenidos.  Ambos fueron detenidos por la  policía. 

## La masacre negada
El lunes 12 de agosto , la policía envió una comisión para capturar a los 16  guerrilleros restantes que estaban en la quebrada. Allí se produjo otro enfrentamiento armado, en el que resultó muerto un oficial de policía: Francisco Ramón Acevedo.  Ante este fracaso, el jefe de la policía provincial, teniente coronel Anello, pidió apoyo al Regimiento  Infantería Aerotransportada 17 e informó la posición de los insurgentes del ERP. 
El Regimiento 17 tomó intervención y comenzó la búsqueda de los que habían logrado evadirse. El Comandante y segundo Comandante del Regimiento 17 (Coronel Cubas y Teniente Coronel Barufaldi) reforzaron las medidas de seguridad en su unidad, y ordenaron al Jefe de Operaciones (Mayor Fernández Suárez) que dispusiera que todos los oficiales se presentaran al Regimiento 17 vestidos con ropa de combate. También, se pusieron en contacto con el Teniente Coronel Anello (Jefe de la Policía de la provincia) e informaron de la situación al Comando del III Cuerpo del Ejército.
El lunes 12 de agosto, miembros del Regimiento de Infantería Aerotransportada 17 se movilizaron hacia la zona de Capilla del Rosario, contando con el apoyo de las fuerzas de seguridad locales y dos helicópteros. Entre ellos se encontraban el Jefe y subjefe del Regimiento 17, el capitán Carrizo Salvadores (asistente personal del Jefe del Regimiento y parte de la Plana Mayor de éste, como Oficial de Personal –S1), el capitán Nakagama (jefe de la Sección Morteros Pesados de la Compañía Comando del Regimiento 17) y el Teniente Primero Acosta (a cargo de la Compañía “B” del Regimiento 17).
Al mediodía llegaron al lugar 60 soldados comandados por un oficial, apoyados por cuatro aeronaves, y se produjeron varios combates y finalmente se rindieron cuando se quedaron sin municiones. Previamente hubo una negociación entre ambos bandos. El Negrito Fernández a cargo del grupo,  cuando los militantes del ERP se vieron rodeados y sin municiones, intentó negociar la rendición. Los militares aceptaron y luego los fusilaron a sangre fría . Los combatientes del ERP salieron con una bandera blanca y fueron ultimados. Resultaron muertos 14 combatientes del ERP.  Uno de los testigos del asesinato de los prisioneros fue el soldado conscripto  José Gambarella que estaba en el lugar y declaró como testigo posteriormente  en el juicio.  Según fuentes oficiales militares, los 14 guerrilleros murieron en combate y no hubo fusilamientos de prisioneros.  Según los autores del libro Detenidos - Aparecidos. Presas y presos políticos desde Trelew a la dictadura, los guerrilleros lucharon hasta quedarse sin municiones, en ese momento se rindieron, pero fueron golpeados por los soldados y posteriormente fusilados.  Los militantes del ERP, rendidos y desarmados, fueron fusilados por orden del 2.º comandante del III Cuerpo de Ejército, general de división José Antonio Vaquero, por ir disfrazados vistiendo el uniforme del Ejército.  José Gambarella declaró que luego tuvieron que cargar los cuerpos de los caídos. Algunos de los cuerpos de los ejecutados, incluso, tenían marcas de haber sido atados de manos.
Jorge Ramírez, sobreviviente del combate y miembro del ERP  contó que varios abogados fueron a hablar con las autoridades del Ejecutivo provincial, cuyo gobernador era Hugo Alberto Mott. Se ofrecieron como mediadores para que los combatientes del ERP se entregaran, pero las autoridades lo rechazaron: les dijeron "no se metan", porque estaba la orden de Isabel Martínez de Perón "de aniquilamiento, o sea, que los iban a fusilar".
El capitán Carrizo Salvadores estuvo en el lugar de los hechos, participando de manera activa y siendo un eslabón indispensable para la retransmisión de las órdenes superiores y el responsable del operativo.
Los fusilados identificados fueron Antonio del Carmen Fernández, Hugo Cacciavillani, Rutilio Betancour, Luis Roque López, Rogelio Gutiérrez, José María Molina, Mario Héctor Lescano, Juan Carlos Lescano, Juan Olivera, Roberto Jerez, Héctor Moreno, Luis Billinger, Raúl Sianz y Pedro Urbano.  La mayoría de los cuerpos fueron retirados por sus familiares, cuatro fueron sepultados como NN en el cementerio de Catamarca. En  2010, tres de esos cuerpos fueron identificados: Rosales, y los uruguayos Betancourt y Cacciavillani, después repatriados. 
La policía y el Ejército tuvieron 2 muertos ,un policía y un militar, y 6 heridos en los combates de Villa María y Catamarca.
“Estamos ante otro crimen horroroso, semejante a la matanza de Trelew”, sostuvieron los abogados de los presos Silvio Frondizi y Alfredo Curutchet, que viajaron inmediatamente a Catamarca. Ambos abogados posteriormente fueron asesinados por la Triple A.  
El personal de la policía provincial y del Regimiento 17 juntó los cuerpos, los cargó en un helicóptero y los llevó hacia camiones apostados sobre la ruta provincial N.º 1. Los cuerpos fueron llevados a la morgue del cementerio municipal. Estaban desgarrados y manchados de pólvora por la cercanía de los impactos. Todos tenían una numerosa cantidad de impactos de proyectiles, y algunos tenían huesos rotos, producto del alto calibre de las armas empleadas para fusilarlos, la corta distancia desde la que se les disparó y el hecho de que las víctimas no opusieron resistencia alguna. 5 de los cadáveres fueron enterrados como N.N. en el mismo cementerio municipal. El resto fue devuelto paulatinamente a sus familias.  
Tras la masacre, aún había 12 personas detenidas que fueron  detenidas por más de un mes a la cárcel de Catamarca. Siguieron en esa condición durante 10 años y fueron duramente torturados.  Tras el retorno a la democracia en 1983, fueron liberados después de que realizaran una huelga de hambre, que se prolongó desde el 5 de mayo al 11 de junio de 1984, denunciando que eran presos políticos. 

## Repercusiones
Conocidos los sucesos, la oposición política al justicialismo cerró filas en apoyo del gobierno en tanto se resquebrajaron los vínculos de Santucho con sus aliados debido al nivel de violencia guerrillera. El periódico Nuestra Palabra, del Partido Comunista calificó a los guerrilleros que actuaron en Catamarca de “agentes de la CIA” y “provocadores ultraizquierdistas: simples “terroristas”.  Cabe aclarar por cierto que el PCA siempre fue contrario a la lucha armada al igual que otros partidos trotskistas o maoístas de la época.  A su vez Mario Roberto Santucho respondió en la edición del 14 de septiembre del periódico El Combatiente afirmando que la dirección del PCA había “traicionado al socialismo, a la clase obrera, al pueblo, poniéndose al servicio de la burguesía”.
En el número 38 del 19 de agosto de 1974 de Estrella Roja, el órgano del ERP, se publicó la nota editorial titulada Villa María y Catamarca. Heroicos combates de las armas del pueblo, en el que decía: "No conocemos en su totalidad la nómina de los compañeros caídos en el combate de Catamarca. Pero todos ellos, que murieron combatiendo heroicamente contra el enemigo, así como los que lo hicieron en Villa María son ya HÉROES DEL PUEBLO." En el número 39 del 26 de agosto de 1974 de Estrella Roja, se publicó la nota titulada Capilla del Rosario la verdad de lo ocurrido en la que afirma que 5 los 14 guerrilleros que integraban un grupo que se había refugiado en el monte fueron sorprendidos por una patrulla militar y fusilados luego de ser detenidos en tanto los otros 9, incluyendo a Antonio del Carmen Fernández, habían intentado resistir heroicamente hasta ser muertos.
Luego de estos hechos el PRT-ERP estableció:

«esa acción fue deliberada e inspirada en el salvaje principio de que "el Ejército no toma guerrilleros prisioneros" [...]. El Comité Central [...] tomó una grave determinación. Ante el asesinato indiscriminado de nuestros compañeros, nuestra organización ha decidido emplear la represalia. Mientras el Ejército opresor no tome guerrilleros prisioneros, el ERP no tomará oficiales prisioneros, y a cada asesinato responderá con una ejecución de oficiales indiscriminada. Es la única forma de obligar a una oficialidad cebada en el asesinato y la tortura, a respetar las leyes de la guerra»

## La vendetta
En consecuencia el ERP comenzó una campaña de represalias contra oficiales del ejército argentino. Unos 10 oficiales del ejército  fueron ultimados. El 25 de septiembre fue acribillado el coronel Jorge Grassi en la puerta de su casa del barrio Parque Vélez Sársfield en Córdoba. Doce horas más tarde cayó el teniente primero Luis Brzic cuando bajaba de su automóvil en Mitre y Santa Fe, ciudad de Rosario. El 2 de octubre cae el tercer oficial: muere el capitán Miguel Ángel Paiva  en Scalabrini Ortiz y Córdoba, capital federal, mientras esperaba el colectivo 15 que utilizaba  para ir a la Escuela Superior de Guerra. El cuarto caído fue el mayor Jaime Gimeno en Banfield. En la acción mueren tres miembros del ERP. El 11 de octubre cae el teniente Juan Carlos Gambandé en Rosario. La sexta ejecución fue el teniente coronel médico José Francisco Gardon, en el Hospital Municipal de San Miguel. El día 7 de noviembre el ERP acribilló  al teniente coronel y oficial de inteligencia Néstor López en su departamento del centro de la ciudad de Santa Fe. Era la octava represalia.  El soldado que lo acompañaba recibió cuatro tiros pero sobrevivió. El 12 de noviembre fue el turno del teniente primero Roberto Carbajo en pleno centro de San Nicolás. La décima y última víctima de la campaña de represalia fue el capitán Viola el día 1 de diciembre de 1974 en Tucumán. Luego de la muerte de Viola  y ante la muerte no intencional  de su hija de tres años y las heridas de su otra hija,  el ERP suspendió la campaña de represalias contra los oficiales del Ejército Argentino. .     
En agosto de 1974, los familiares y los abogados Mario Marca, Ricardo Rípodas, Clemente Marcolli, Mardonio Díaz Martínez, Silvio Frondizi y Alfredo Curuchet presentaron una denuncia por las torturas y el fusilamiento de los detenidos. Marca, Ripodas, Marcolli y Díaz Martínez fueron detenidos posteriormente y permanecieron en prisión hasta 1984. Silvio Frondizi y Curuchet fueron asesinados por la organización terrorista de extrema derecha Triple A. La denuncia fue archivada en el contexto del inicio del terrorismo de Estado.
De los dieciséis cuerpos hubo cuatro que no fueron entregados a sus familias, a pesar de ser identificados por las fuerzas gubernamentales, debido a que portaban documentos de identidad, según consta en el expediente principal de la causa y consecuentemente enterrados en el cementerio capitalino Fray Mamerto Esquiu. Con la reactivación de la causa empezó la investigación para identificar a los guerrilleros. Los restos de los guerrilleros exhumados e identificados corresponden a:
- Alberto Rosales Sánchez.[26]
- Rutilio Betancour Roth.[27]

Actualmente hay una placa en homenaje a los fusilados en Capilla del Rosario.

## El tribunal Russell
A principios de 1976 se realizó una reunión del tribunal Russell en Roma. Según comentó Jaime Petras, Marío Roberto Santucho había enviado  dos emisarios para conversar con Petras y el escritor argentino Julio Cortázar a los efectos de buscar apoyo para que el tribunal reconociera al ERP como fuerza beligerante. De esta manera el PRT-ERP podría exigir la aplicación de la Convención de Ginebra y de las leyes de guerra  a los efectos de evitar que el Ejército Argentino  ejecutara a sus prisioneros como sucedió en Catamarca en agosto de 1974  o Trelew en agosto de 1972 . Cortázar y Petras si bien estaban dispuestos a ayudar a impedir la matanza de prisioneros no compartían la visión de Santucho de que existían dos ejércitos en guerra. Cortázar y Petras hablaron con el tribunal Russell pero no obtuvieron resultados positivos.

## Causa judicial

### Trámite en primera instancia
Recién en 2004, con una denuncia presentada por Mirta de Clérici, Ana Radusky y Jorge Alberto Perea comenzó a instruirse en el Juzgado Federal de Catamarca la causa para determinar las circunstancias y los autores de la masacre e identificar a los cuerpos sepultados en el cementerio municipal. El juez federal de Catamarca, Ricardo Moreno, en 2009 rechazó el pedido de eximición de prisión que presentaron los exmilitares Carlos Eduardo del Valle Carrizo Salvadores y Mario Nakagama, aunque el defensor de ellos, Marcelo Herrera Castellanos, argumentó que los estadounidenses dictaron órdenes similares de ejecución de soldados alemanes sorprendidos con uniforme estadounidense en la Batalla de las Ardenas.
La reactivación de la causa logró corroborar las denuncias gracias a las pericias médicas que establecían que algunas de las heridas presentadas en los cadáveres de los guerrilleros fueron producidas a corta distancia y certeramente en zonas vitales, además de diversos testimonios.
En 2008, el Tribunal Oral Federal de Catamarca dio por probados los fusilamientos de 14 militantes del Ejército Revolucionario del Pueblo y encontró culpables a Carlos Eduardo del Valle Carrizo Salvadores, Mario Nakagama y Jorge Exequiel Acosta – exintegrantes del Regimiento A -17 del Ejército Argentino – de 14 cargos de «homicidio doblemente agravado» con la calificación de «delitos de lesa humanidad», por lo que fueron condenados a prisión perpetua.

### Sentencia de la Cámara de Casación Penal
El 9 de junio de 2016 la Cámara Federal de Casación Penal revocó las condenas y declaró a los acusados «absueltos de culpa y cargo» y se liberaran a los condenados. Nagakama y Carrizo Salvadores fueron liberados, pero Acosta cumple una condena de 22 años por delitos en el centro clandestino de detención «La Perla» de Córdoba. La Cámara Nacional de Casación declaró que era inexplicable que se procesara solamente a Carlos Eduardo del Valle Carrizo Salvadores, Mario Nakagama y Jorge Exequiel Acosta —exintegrantes del Regimiento 17 del Ejército Argentino—, a pesar de que en el procedimiento llevado a cabo en el monte participaron oficiales del ejército y miembros de la fuerza policial local. Incluso, tampoco se explicaría por qué razón no se han vinculado a esta causa las personas que ordenaron al Ejército que actuara, como los jefes del Regimiento, o hasta las autoridades civiles y la propia Presidente de la Nación, que desde la referida reunión con gobernadores había acordado la intervención de las fuerzas armadas para hechos de esta naturaleza.
En el fallo, los jueces de casación dictaminaron que los hechos no podían constituir crímenes de lesa humanidad; que la acción militar fue ordenada durante un gobierno de autoridades legítimas y que se dispuso en la emergencia recién cuando las fuerzas policiales habían sido superadas y que no es posible afirmar con certeza y más allá de toda duda razonable si verdaderamente se produjo el fusilamiento. Asimismo, rechazaron pruebas utilizadas en la sentencia en primera instancia: los testimonios de los exintegrantes del ERP, de abogados que habrían procurado interceder y negociar antes de que se produjera la masacre, de Antonio Méndez, del ex conscripto José Fernando Gambarella. Además, consideraron inexplicable que se procesara solamente a tres exintegrantes del Regimiento  a pesar de que en el procedimiento monte participaron oficiales del ejército y miembros de la fuerza policial local, y que tampoco se explicaría por qué razón no se han vinculado a esta causa las personas que ordenaron al Ejército que actuara, como los jefes del Regimiento, o hasta las autoridades civiles.
El fiscal de la causa recurrió estas absoluciones ante la Corte Suprema de Justicia de la Nación. En octubre de 2017, el procurador fiscal ante la Corte acordó con los argumentos del fiscal, y solicitó la revocación de las mismas.

## Sitio de la memoria
Para 2012, el Gobierno de Argentina había señalizado al lugar de la masacre como sitio de la memoria. Se suelen realizar ceremonias y homenajes en recuerdo de los fusilados al mismo tiempo que se reclama memoria, verdad y justicia. 